# Glasgow Village
Glasgow Village es un lugar designado por el censo ubicado en el condado de San Luis en el estado estadounidense de Misuri. En el Censo de 2010 tenía una población de 5429 habitantes y una densidad poblacional de 2.271,02 personas por km².

## Geografía
Glasgow Village se encuentra ubicado en las coordenadas 38°45′28″N 90°11′53″O / 38.75778, -90.19806. Según la Oficina del Censo de los Estados Unidos, Glasgow Village tiene una superficie total de 2.39 km², de la cual 2.39 km² corresponden a tierra firme y (0%) 0 km² es agua.

## Demografía
Según el censo de 2010, había 5429 personas residiendo en Glasgow Village. La densidad de población era de 2.271,02 hab./km². De los 5429 habitantes, Glasgow Village estaba compuesto por el 15.51% blancos, el 81.82% eran afroamericanos, el 0.09% eran amerindios, el 0.09% eran asiáticos, el 0% eran isleños del Pacífico, el 0.28% eran de otras razas y el 2.21% pertenecían a dos o más razas. Del total de la población el 0.94% eran hispanos o latinos de cualquier raza.